# Dodin
Dodin ist eine chemische Verbindung aus der Gruppe der Guanidinsalze.

## Gewinnung und Darstellung
Dodin kann durch eine Reaktion von Dodecylamin-hydrochlorid mit Cyanamid und weitere Reaktion des entstandenen Zwischenproduktes mit Natriumacetat gewonnen werden. Möglich ist auch die Gewinnung durch Reaktion von Dodecylchlorid mit Natriumcyanid und Ammoniak.

## Eigenschaften
Dodin ist ein farbloser Feststoff, der unlöslich in Wasser ist. Es zersetzt sich bei Erhitzung vor dem Erreichen des Siedepunktes.

## Verwendung
Dodin ist ein 1957 auf den Markt gebrachtes Fungizid, welches auch eine geringe kurative Wirkung besitzt. So wird es zum Beispiel im Apfelanbau gegen den Apfelschorf (Venturia inaequalis) verwendet.

## Zulassung
Dodin wurde 2008 nicht in die Liste zugelassener Pflanzenschutzwirkstoffe der Europäischen Union aufgenommen. Erst im Juni 2011 wurde der Wirkstoff auf Antrag wieder zugelassen. In Deutschland und der Schweiz gibt es zugelassene Pflanzenschutzmittel (z. B. Syllit), die Dodin enthalten.
In der Schweiz gilt für Spinat ein relativ hoher Rückstandshöchstgehalt von 8 Milligramm Dodin pro Kilogramm.